# مادس فورتز شميدت
مادس فورتز شميدت (بالدنماركية: Mads Würtz Schmidt)‏ (و. 1994  م) هو راكب دراجة هوائية دنماركي، ولد في راندرس، شارك في طواف فرنسا 2019.

## سجل الفوز

### سباقات أو مراحل فاز بها
| التاريخ        | السباق                                                                            | المركز                                                                   |
| -------------- | --------------------------------------------------------------------------------- | ------------------------------------------------------------------------ |
| 01 يناير 2011  | بطولة العالم لسباق الدراجات على الطريق – سباق الطريق ضد الساعة للشبان 2011        | الفائز في التصنيف العام                                                  |
| 08 أبريل 2012  | Paris-Roubaix Juniors 2012                                                        | الفائز في التصنيف العام                                                  |
| 19 أبريل 2014  | زي إل إم تور 2014                                                                 |                                                                          |
| 01 يناير 2015  | سباق الزمن تحت 23 سنة في بطولة العالم 2015                                        | الفائز في التصنيف العام                                                  |
| 10 مايو 2015   | رينجيريك جراند بريكس 2015                                                         | التاسع في التصنيف العام                                                  |
| 28 يونيو 2015  | Course en ligne masculine aux championnats du Danemark de cyclisme sur route 2015 | السابع في التصنيف العام                                                  |
| 08 أغسطس 2015  | طواف الدنمارك 2015                                                                | الأول في تصنيف أفضل شاب، العاشر في تصنيف النقاط، السابع في التصنيف العام |
| 29 أغسطس 2015  | تور دي أفينير 2015                                                                | الثاني في تصنيف النقاط                                                   |
| 13 سبتمبر 2015 | 2015 Velothon Stockholm                                                           | الثامن في التصنيف العام                                                  |
| 01 يناير 2016  | جائزة هيرنينغ الكبرى 2016                                                         | الفائز في التصنيف العام                                                  |
| 03 أبريل 2016  | تريبتيك ديس مونتس إت شاتيوكس 2016                                                 | الفائز في التصنيف العام                                                  |
| 27 مايو 2016   | سباق الطريق ضد الساعة للرجال تحت 23 سنة في بطولة الدنمارك لسباق الدراجات 2016     | الفائز في التصنيف العام                                                  |
| 28 مايو 2016   | سباق الطريق للرجال تحت 23 سنة في بطولة الدنمارك لسباق الدراجات 2016               | الفائز في التصنيف العام                                                  |
| 31 يوليو 2016  | طواف الدنمارك 2016                                                                | الأول في تصنيف أفضل شاب، الثالث في التصنيف العام، الرابع في تصنيف النقاط |
| 05 فبراير 2017 | نجم بسجس 2017                                                                     | الأول في تصنيف أفضل شاب، الثالث في التصنيف العام، الخامس في تصنيف النقاط |
| 11 يونيو 2017  | روند أم كولن 2017                                                                 |                                                                          |
| 30 يوليو 2017  | رايد لندن 2017                                                                    |                                                                          |
| 20 يونيو 2021  | سباق الطريق للرجال في بطولة الدنمارك 2021                                         | الفائز في التصنيف العام                                                  |

## روابط خارجية
- مادس فورتز شميدت على موقع الاتحاد الدولي للدراجات (الإنجليزية)
- مادس فورتز شميدت على موقع أرشيف الدراجات (الإنجليزية)
- مادس فورتز شميدت على موقع إحصائيات الدراجات الإحترافية (الإنجليزية)
- مادس فورتز شميدت على موقع نسبة الدراجات (الإنجليزية)
- مادس فورتز شميدت على موقع CycleBase (الإنجليزية)